# V (album)
V je debitantski studijski album sastava Gustafi, koji se tada zvao Gustaph y njegovi dobri duhovi. Sniman je u Ljubljani, te objavljen 1985. Producirao ga je Milan Mladenović. Svoj idući studijski album Tutofato objavljuju tek devet godina kasnije.

## Popis pjesama
| 1.    | »Zlatousti«                | 4:56 |
| 2.    | »Damin trip«               | 4:27 |
| 3.    | »Moje ulice«               | 4:02 |
| 4.    | »Napamet«                  | 3:46 |
| 5.    | »Žrtve plesa«              | 1:09 |
| 6.    | »Za ideale«                | 3:22 |
| 7.    | »Upotreba majmuna«         | 3:28 |
| 8.    | »Dobri ljudi noću spavaju« | 3:46 |
| 9.    | »Priče«                    | 4:07 |
| 33:00 |                            |      |